# Acanthodelphax spinosa
Acanthodelphax spinosa är en insektsart som först beskrevs av Franz Xaver Fieber 1866.  Acanthodelphax spinosa ingår i släktet Acanthodelphax och familjen sporrstritar. Arten är reproducerande i Sverige. Inga underarter finns listade i Catalogue of Life.